# Wilhelmsberg (Wiesloch)
Die Wilhelmsberg ist eine 204 m hohe Anhöhe in Wiesloch im Rhein-Neckar-Kreis in Baden-Württemberg. Sie liegt nordöstlich des Stadtzentrums an der Grenze zu Nußloch. Die nördliche Flanke ist durch einen trockenen Buchenwald geprägt. Weiter südlich befindet sich das Quartier Wilhelmshöhe und das PZN Wiesloch. Laut Landschaftsplan des Nachbarschaftsverband Heidelberg-Mannheim aus dem Jahre 1999 sind der Pingenwald, der Reste bergbaulicher Tätigkeit im Mittelalter enthält, sowie die ehemaligen Ton- und Erzabbaugebiete am Wilhelmsberg kulturgeschichtlich bedeutsam. Zugleich sind die Schwermetallbelastungen Gegenstand von Untersuchungen.